# Challenger (Schiff, 1861)
Die Challenger, auch HMS Challenger, war ein britisches Vollschiff mit Hilfsmaschine und Bewaffnung, welches für meereskundliche Forschungsfahrten eingesetzt wurde. Die Challenger-Expedition, die in den Jahren 1872 bis 1876 unter der Führung von Sir George Nares und Charles Wyville Thomson durchgeführt wurde, führte das Schiff rund um die ganze Erde, wobei es 68.890 Seemeilen zurücklegte.
Die Challenger war das fünfte von insgesamt acht gleichnamigen Schiffen der Royal Navy.
Die Raumfähre Challenger wurde nach ihr benannt.

## Meilensteine derChallenger-Expedition
- am 16. Februar 1874 war die Challenger das erste Schiff mit zusätzlichem Maschinenantrieb, das den südlichen Polarkreis, dies allerdings nur um einige Winkelminuten, überquerte.
- am 23. Februar 1875 lotete die Besatzung der Challenger im Marianengraben den mit 8.164 Metern bis dahin tiefsten gemessenen Punkt der Weltmeere aus.
- Katalogisierung von nahezu 4.000 zuvor unbekannten neuen Tierarten.